# Кошеро, Леон Матье
Леон Матье Кошеро (фр. Léon Matthieu Cochereau, 9 февраля 1793, Монтиньи-ле-Ганнелон — 30 августа 1817, Ионическое море у острова Китира) — французский художник.

## Биография
Племянник художника Пьера Прево, одного из создателей жанра живописной панорамы. Ученик своего дяди и Жак-Луи Давида. Отличался большим художественным дарованием, и в этом качестве был замечен Огюстом де Форбеном, незадолго до этого вступившим в должность директора Лувра. Вместе с Форбеном и своим дядей Прево он отправился на корабле «Клеопатра» в экспедицию в Левант, но на палубе корабля заболел дизентерией, от которой скончался. Тело 24-летнего художника было сброшено в море у острова Китира в Ионическом море.
Кошеро, однако, успел написать картину «В мастерской Давида», которая ныне входит в экспозицию Лувра, а также ряд менее известных картин, хранящихся, в частности, в парижском музее Карнавале, Реймсском и Шартрском художественных музеях, а также музее Антуана Вивинеля в Компьене.

## Галере

Некоторые работы
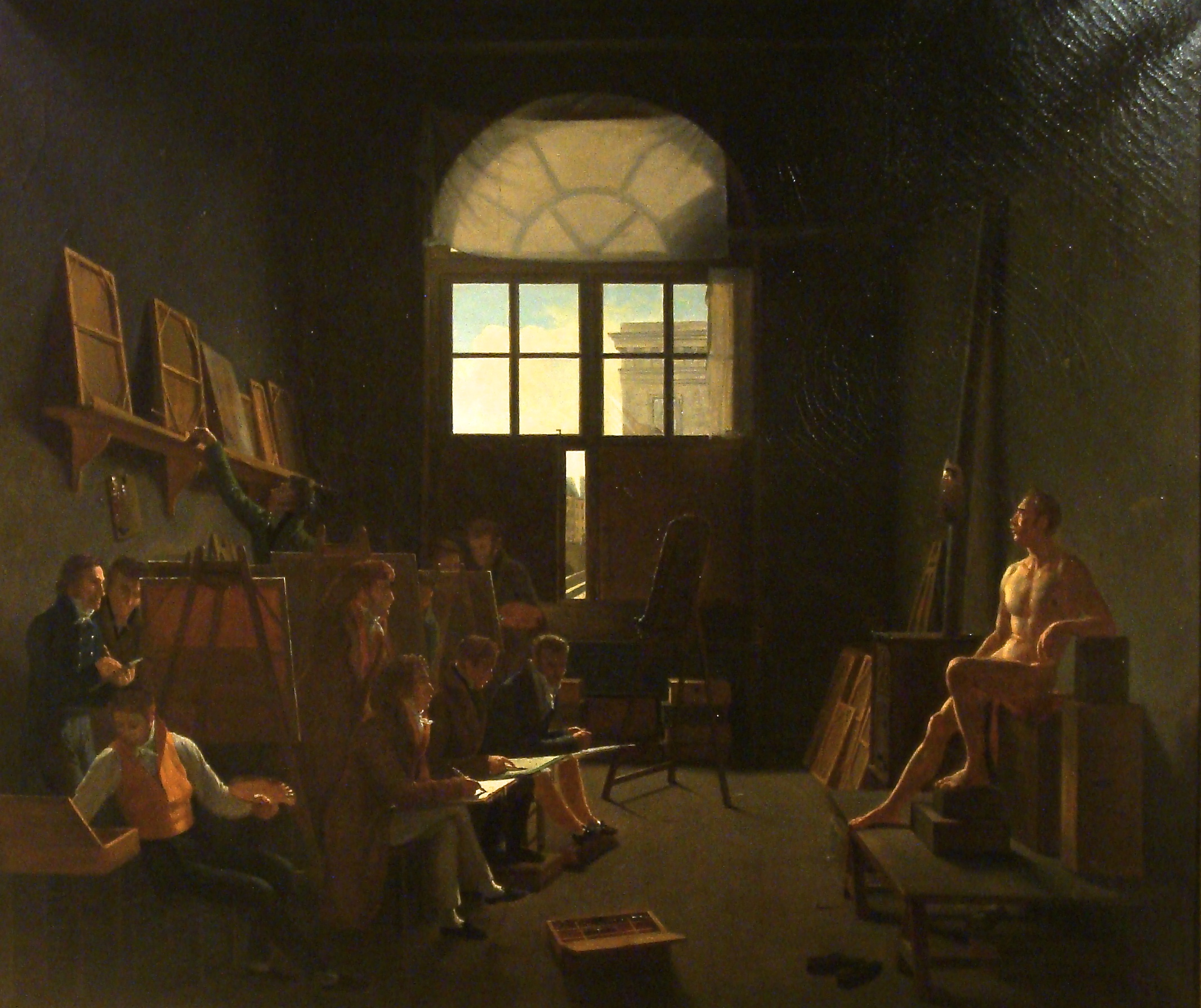
В мастерской Давида. Лувр.
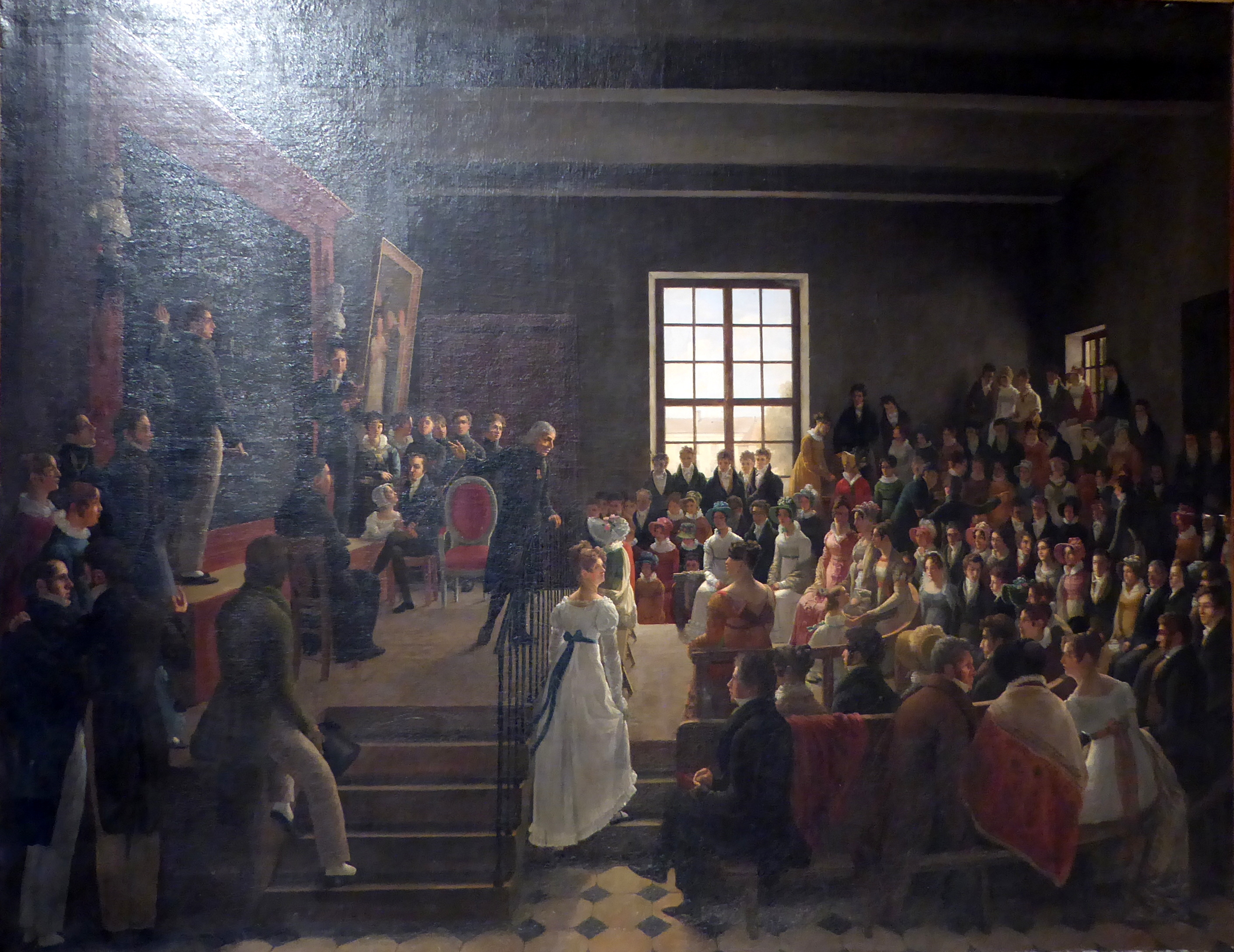
Художник Прево читает лекцию о создании панорам. Шартрский художественный музей.